# Snooker-Saison 2001/02
Die Snooker-Saison 2001/02 bestand aus einer Serie von Snooker-Turnieren, die zur Main Tour zählten. 14 Titel wurden in dieser Saison vergeben, bei neun Turnieren gab es Punkte für die Weltrangliste.
Die Saison 2001/02 war die letzte Saison mit einem größeren Turnierkalender, von Mitte August 2001 bis zum 6. Mai 2002, dem Datum des Weltmeisterschaftsfinales. In den folgenden beiden Jahren sollten nur noch fünf Turniere eingestellt werden. Für die beiden asiatischen Turniere, das Thailand Masters und die China Open, war es die vorläufig letzte Saison auf der Tour. Die China Open sollten ein paar Jahre später wieder zurückkehren. Der erst zwei Jahre zuvor installierte Champions Cup eröffnete am 11. August 2001 schon wieder zum letzten Mal eine Snookersaison.

## Saisonergebnisse
Die folgende Tabelle zeigt die Endspielergebnisse dieser Spielzeit.
| Datum                             | Turnier                           | Austragungsort | Art                   | Sieger            | Finalgegner       | Ergebnis |
| 11. bis 19. August 2001           | Champions Cup 2001                | Brighton       | Einladungsturnier     | John Higgins      | Mark Williams     | 7:4      |
| 18. bis 23. September 2001        | Scottish Masters 2001             | Glasgow        | Einladungsturnier     | John Higgins      | Ronnie O’Sullivan | 9:6      |
| 29. September bis 7. Oktober 2001 | British Open 2001                 | Newcastle      | Weltranglistenturnier | John Higgins      | Graeme Dott       | 9:6      |
| 12. bis 21. Oktober 2001          | LG Cup 2001                       | Preston        | Weltranglistenturnier | Stephen Lee       | Peter Ebdon       | 9:4      |
| 4. bis 15. November 2001          | Benson & Hedges Championship 2001 | Mansfield      | Einladungsturnier     | Ryan Day          | Hugh Abernethy    | 9:5      |
| November 2001                     | Merseyside Professional 2001      | Liverpool      | Non-ranking-Turnier   | Nick Dyson        | Paul Davison      | 5:2      |
| 23. November bis 1. Dezember 2001 | European Open 2001                | Valletta       | Weltranglistenturnier | Stephen Hendry    | Joe Perry         | 9:2      |
| 3. bis 16. Dezember 2001          | UK Championship 2001              | York           | Weltranglistenturnier | Ronnie O’Sullivan | Ken Doherty       | 10:1     |
| 23. bis 27. Januar 2002           | Welsh Open 2002                   | Cardiff        | Weltranglistenturnier | Paul Hunter       | Ken Doherty       | 9:7      |
| 3. bis 10. Februar 2002           | Masters 2002                      | London         | Einladungsturnier     | Paul Hunter       | Mark Williams     | 10:9     |
| 24. Februar bis 3. März 2002      | China Open 2002                   | Shanghai       | Weltranglistenturnier | Mark Williams     | Anthony Hamilton  | 9:8      |
| 4. bis 10. März 2002              | Thailand Masters 2002             | Bangkok        | Weltranglistenturnier | Mark Williams     | Stephen Lee       | 9:4      |
| 19. bis 24. März 2002             | Irish Masters 2002                | Dublin         | Einladungsturnier     | John Higgins      | Peter Ebdon       | 10:3     |
| 6. bis 14. April 2002             | Scottish Open 2002                | Aberdeen       | Weltranglistenturnier | Stephen Lee       | David Gray        | 9:2      |
| 20. April bis 6. Mai 2002         | Snookerweltmeisterschaft 2002     | Sheffield      | Weltranglistenturnier | Peter Ebdon       | Stephen Hendry    | 18:17    |

## Weltrangliste
Die Snookerweltrangliste wird nur nach jeder vollen Saison aktualisiert und berücksichtigt die Leistung der vergangenen zwei Spielzeiten. Die folgende Tabelle zeigt die 32 bestplatzierten Spieler der Saison 2001/02, sie beruht also auf den Ergebnissen der Spielzeiten 1999/2000 und 2000/2001. In den Klammern ist jeweils die Position des Vorjahres angegeben.
| Platz 1 – 8 | Platz 1 – 8           | Platz 9 – 16 | Platz 9 – 16       | Platz 17 – 24 | Platz 17 – 24         | Platz 25 – 32 | Platz 25 – 32       |
| ----------- | --------------------- | ------------ | ------------------ | ------------- | --------------------- | ------------- | ------------------- |
| 1           | Mark Williams (1)     | 9            | Paul Hunter (14)   | 17            | Marco Fu (15)         | 25            | Quinten Hann (32)   |
| 2           | Ronnie O’Sullivan (4) | 10           | Joe Swail (16)     | 18            | Drew Henry (29)       | 26            | Billy Snaddon (24)  |
| 3           | John Higgins (2)      | 11           | Jimmy White (18)   | 19            | Anthony Hamilton (11) | 27            | Joe Perry (31)      |
| 4           | Ken Doherty (7)       | 12           | Alan McManus (8)   | 20            | Dominic Dale (20)     | 28            | Michael Judge (46)  |
| 5           | Stephen Hendry (3)    | 13           | Mark King (22)     | 21            | Steve Davis (17)      | 29            | Tony Drago (26)     |
| 6           | Matthew Stevens (6)   | 14           | Graeme Dott (19)   | 22            | John Parrott (10)     | 30            | David Gray (52)     |
| 7           | Peter Ebdon (12)      | 15           | Dave Harold (13)   | 23            | Nigel Bond (23)       | 31            | Anthony Davies (40) |
| 8           | Stephen Lee (5)       | 16           | Fergal O’Brien (9) | 24            | Chris Small (21)      | 32            | James Wattana (27)  |

## Spieler der Saison 2001/02
Mit der Saison 2001/02 wurde die Main Tour auf exakt 128 Spieler begrenzt. Zunächst qualifizierten sich die Top 80 der Weltrangliste am Ende der Saison 2000/01, ebenso die besten 16 Spieler der Ein-Jahres-Weltrangliste der vergangenen Saison. Weitere 16 Qualifikanten erhielten über die Challenge Tour 2000/01 ein Profiticket, sechs Spieler bekamen zudem über die sogenannten Oversea Tours Startberechtigungen. Die übrigen zehn Startplätze waren Wildcards des WPBSA-Vorstandes. Drei dieser Wildcards waren reine Nominierungen des WPBSA-Vorstandes, die übrigen sieben wurden aus der Endwertung der Challenge Tour errechnet. Ausgewählt wurden die besten noch nicht qualifizierten Spieler auf einer Rangliste, die ausschließlich aus den Ergebnissen der vier Challenge-Tour-Events errechnet wurde. Bei der normalen Endwertung waren zusätzlich Punkte aus der Qualifikation für die Snookerweltmeisterschaft 2001 eingeflossen, an der die Challenge-Tour-Spieler hatten teilnehmen können.
| Qualifikation über die Ein-Jahres-Weltrangliste 2000/01 (16 Spieler) 1. Barry Pinches 2. Barry Hawkins 3. Robin Hull 4. Antony Bolsover 5. Andrew Higginson 6. Troy Shaw 7. Nick Pearce 8. Sean Storey 9. Jason Prince 10. David McDonnell 11. Philip Williams 12. Jeff Cundy 13. Mark Selby 14. Tony Jones 15. Mark Gray 16. Nick Walker Overseas Tours 2000/01 (6 Spieler) 1. Levi Meiller (Americas Tour 2000/01) 2. Chris McBreen (Oceania Tour 2000/01) 3. Suchakree Poomjang (Asian Tour 2000/01) 4. Noppadon Sangnil (Asian Tour 2000/01) 5. Steve Lemmens (Euro Tour 2000/01) 6. Alex Borg (Euro Tour 2000/01) Wildcards des WPBSA-Vorstandes (3 Spieler) 1. Neil Robertson 2. Atthasit Mahitthi 3. Craig Butler | Qualifikation über die Challenge Tour 2000/01 (16 Spieler) 1. Shaun Murphy 2. Andrew Norman 3. Luke Fisher 4. Adrian Rosa 5. Luke Simmonds 6. Surinder Gill 7. Tom Ford 8. Matthew Street 9. Ian Hurdman 10. Stephen Kershaw 11. Paul Davison 12. Eddie Barker 13. Ricky Walden 14. Rory McLeod 15. Jason Wallace 16. Ian Sargeant Wildcards des WPBSA-Vorstandes über die Ergebnisse der Challenge Tour 2000/01 (7 Spieler) 1. Kurt Maflin 2. Chris Melling 3. Wayne Cooper 4. Ryan Michael 5. Brian Salmon 6. Sunit Vaswani 7. Edward Rhys Davies |